# فرهنگ سروری
فرهنگ سُروری یک فرهنگ لغت فارسی است که شامل ۶۰۰ لغت می‌شود. این کتاب در سال ۱۰۰۸ هـ.ق. به دست محمدقاسم بن حاج محمد کاشی، شاعر متخلص به سُروری نوشته شده‌است. وی این اثر را به فرمان شاه عباس صفوی تدوین کرد. در این کتاب برای تلفظ کلمات، حرکات اول، دوم و سوم مشخص شده‌اند و لغات مشهور همراه با شاهدی از اشعار متقدمان آورده شده‌است. در تنظیم واژه‌ها، حروف اول «باب» و حروف آخر «فصل» قرار داده شده و استعاره‌ها و اصطلاح‌هایی هم در یک باب جداگانه آمده‌است. نویسنده در سال ۱۰۱۸ هـ.ق. کتابش را خلاصه می‌کند و به نام حاتم بیگ اعتمادالدوله درمی‌آورَد.